# Texas Ranger Division
Texas Ranger Division også kendt som Texas Rangers er en politienhed med statsomspændende jurisdiktion baseret i Austin, Texas, USA. 

## Historie
Texas Rangers blev oprettet i 1823 af Stephen F. Austin. Stephen Austin hyrede en flok dygtige ryttere, som skulle agere spejdere, der skulle holde øje med indianernes bevægelser i Texas. Altså var en Texas Rangers både soldat og politibetjent.
I 1835 blev denne flok ryttere bedre kendt som Texas Rangers. De bar ikke uniform, der var ingen eksercits og ingen gjorde honnør for deres overordnede, og en leder blev kun accepteret, hvis han beviste sin dygtighed i kamp.
Nogle af datidens mest kendte medlemmer af Texas Rangers var Charles Goodnight, John Coffee Hays og William A. A. Wallace.
I 1844 begyndte man i korpset at bruge Samuel Colts revolver (Paterson model). Det er i slaget om Walker Creek. Det bliver begyndelsen til slutningen for indianerne. 
I 1846 var Texas Rangers med i slaget ved Monterrey.
Først i 1880'erne dukkede den første stjerne op, men den blev sjældent båret synligt, eftersom det viste sig livsfarligt. 
I slutningen af 1800-tallet blev pigtråden opfundet – og stjæles. Rangerne opklarede adskillige tyverier af pigtråd, kvæg og heste.
I 1874 blev Taxas Rangers opdelt i to afdelinger. Frontbataljonen blev brugt mod indianere, der angreb nybyggerne, og specialtropperne blev brugt mod kvægtyve og røvere i Texas. Frontbataljonens leder er John B. Jones som major og leder for specieltropperne er kaptajn Leander McNelly.
I 1876 var McNelly og hans kompagni i kamp om San Bennidito.
I begyndelsen af 1900-tallet kom der nye opgaver til Texas Rangerne, da oliefund i Texas betød en kraftig befolkningstilvækst, samtidig kom spiritusforbuddet, som medførte omfattende smugling fra Mexico. 
I 1935 blev Texas Rangers en del af Texas Department of Public Safety. Først da blev det tilladt at bære stjernen.